# Großer Preis von Deutschland im Sprint
Der Große Preis von Deutschland im Sprint ist ein Wettbewerb im Bahnradsport, der für Sprinter veranstaltet wird.

## Geschichte
Der Große Preis von Deutschland im Sprint wurde 1896 zum ersten Mal veranstaltet. Er wurde bis 1959 in unregelmäßigen Abständen für Berufsfahrer ausgerichtet und war wegen seiner hohen Preisgelder ein attraktiver Wettbewerb für die Sprinter jener Zeit. In den Jahren von 1900 bis 1906 betrugen die Preisgelder für den Sieger zwischen 2000 und 4000 Mark. Das höchste Preisgeld gewann Willi Arend 1898 mit 8000 Mark.
Auf Initiative des Sächsischen Radfahrer-Bundes fand das Rennen ab 1991 wieder statt, Veranstaltungsort war die Radrennbahn in Leipzig. 1997 griff der SC Cottbus die Tradition des Rennens auf und veranstaltet seitdem das Sprinterturnier auf der Radrennbahn Cottbus. Von 1991 bis zur Einführung der Einheitslizenz durch die Union Cycliste Internationale (UCI) war der Wettbewerb ein Amateurrennen. Erfolgreichste Fahrer mit fünf Siegen ist bisher Jens Fiedler.

## Palmarès Männer
- 1896  Willy Arend
- 1897  Paul Bourillon
- 1898  Willy Arend
- 1899  Franz Seidel
- 1900  Edmond Jacquelin
- 1901  Willy Arend
- 1902  Willy Arend
- 1903–1906 nicht ausgetragen
- 1907  Willy Bader
- 1908–1911 nicht ausgetragen
- 1912  Léon Hourlier
- 1913  Walter Rütt
- 1914  Gabriel Poulain
- 1915–1918 nicht ausgetragen
- 1919  Emil Schröder
- 1920  Fritz Schrefeld
- 1921–1923 nicht ausgetragen
- 1924  Jaap Meijer
- 1925  Piet van Kempen
- 1926–1927 nicht ausgetragen
- 1928  Lucien Michard
- 1929  Mathias Engel
- 1930  Mathias Engel
- 1931 ?
- 1932 ?
- 1933 ?
- 1934  Franz Dusika
- 1935–1956 nicht ausgetragen
- 1957  Reg Harris
- 1958  Werner Potzernheim
- 1959  Werner Potzernheim
- 1960–1990 nicht ausgetragen
- 1991  Michael Hübner
- 1992  Jens Fiedler
- 1993  Eyk Pokorny
- 1994  Michael Hübner
- 1995  Jens Fiedler
- 1996  Eyk Pokorny
- 1997  Viesturs Bērziņš
- 1998  Jens Fiedler
- 1999  Jens Fiedler
- 2000  Eyk Pokorny
- 2001  Eyk Pokorny
- 2002  René Wolff
- 2003  Jens Fiedler
- 2004  Stefan Nimke
- 2005  Stefan Nimke
- 2006  Stefan Nimke
- 2007  Matthias John
- 2008  Chris Hoy
- 2009  René Enders
- 2010  Michael Seidenbecher
- 2011  Robert Förstemann
- 2012  Robert Förstemann
- 2013  Robert Förstemann
- 2014  Nikita Schurschin
- 2015  Maximilian Levy
- 2016  Sam Webster
- 2017  Maximilian Levy
- 2018  Harrie Lavreysen
- 2019  Maximilian Dörnbach
- 2020 nicht ausgetragen
- 2021  Maximilian Levy
- 2022  Mateusz Rudyk

## Palmarès Frauen
- 1991  Annett Neumann
- 1992  Annett Neumann
- 1993  Galina Jenjuchina
- 1994  Félicia Ballanger
- 1995  Galina Jenjuchina
- 1996  nicht ausgetragen
- 1997  Olga Gritschina
- 1998  Kathrin Freitag
- 1999  Tanya Lindenmuth
- 2000  Katrin Meinke
- 2001  Katrin Meinke
- 2002  Natalja Zilinskaja
- 2003  Kerrie Meares
- 2004  Christin Muche
- 2005  Dana Glöß
- 2006  Dana Glöß
- 2007  Dana Glöß
- 2008  Christin Muche
- 2009  Dana Glöß
- 2010  Kristina Vogel
- 2011  Olqa İsmayılova
- 2012  Anna Meares
- 2013  Anna Meares
- 2014  Christina Vogel
- 2015  Tianshi Zhong
- 2016  Christina Vogel
- 2017  Lea Sophie Friedrich
- 2018  Lee Wai-sze
- 2019  Lee Wai-sze
- 2021 nicht ausgetragen
- 2021  Lea Sophie Friedrich
- 2022  Emma Hinze